# Kathedraal van Mogadishu
De Kathedraal van Mogadishu was een rooms-katholieke kathedraal in de Somalische hoofdstad Mogadishu. De kathedraal werd in 1928 gebouwd en was onderdeel van het Italiaanse plan voor de ontwikkeling van Mogadishu als de hoofdstad van Italiaans-Somaliland. Het gebouw is gebouwd in de Arabisch-Normandische stijl en gemodelleerd naar de kathedraal van Cefalù op Sicilië.
Salvatore Colombo, de laatste bisschop van Mogadishu, werd in 1989 in de kathedraal tijdens de heilige mis vermoord door gewapende opstandelingen. In 2008 werd de kathedraal grotendeels verwoest door moslimfundamentalisten van Al-Shabaab.

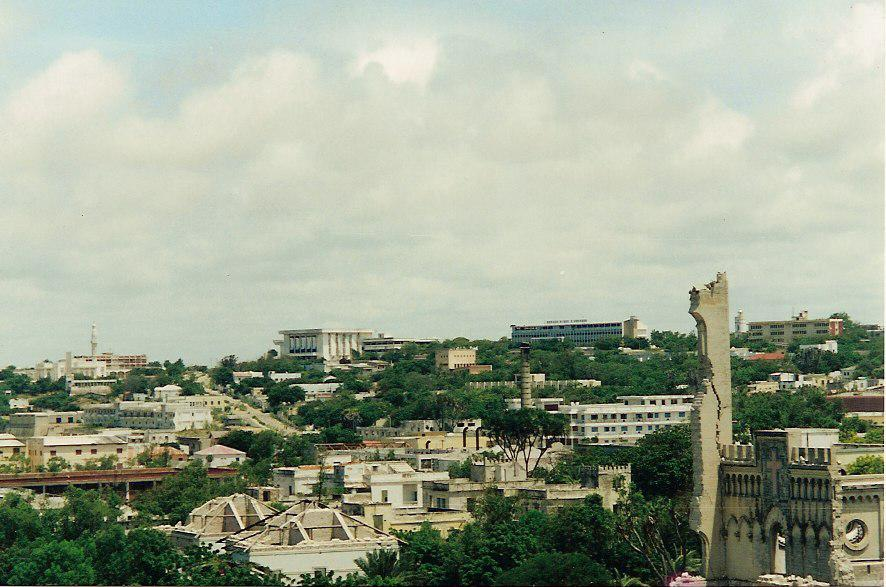
Rechts op de foto een deel van de verwoeste kathedraal (2011).